# Millstätter See
Der Millstätter See ist ein See nördlich des Drautals in der Nähe der Stadt Spittal an der Drau in Kärnten (Österreich). Er liegt in 588 m ü. A., ist 11,5 Kilometer lang und bis zu 1,8 Kilometer breit und nach dem Wörthersee Kärntens zweitgrößter See, jedoch mit 141 Metern der tiefste und mit 1204,5 Millionen Kubikmetern auch der wasserreichste See des Landes. Größere Ansiedlungen am See finden sich ausschließlich am Nordufer, darunter sind Seeboden, Millstatt und Döbriach die drei größten Ortschaften.

## Etymologie

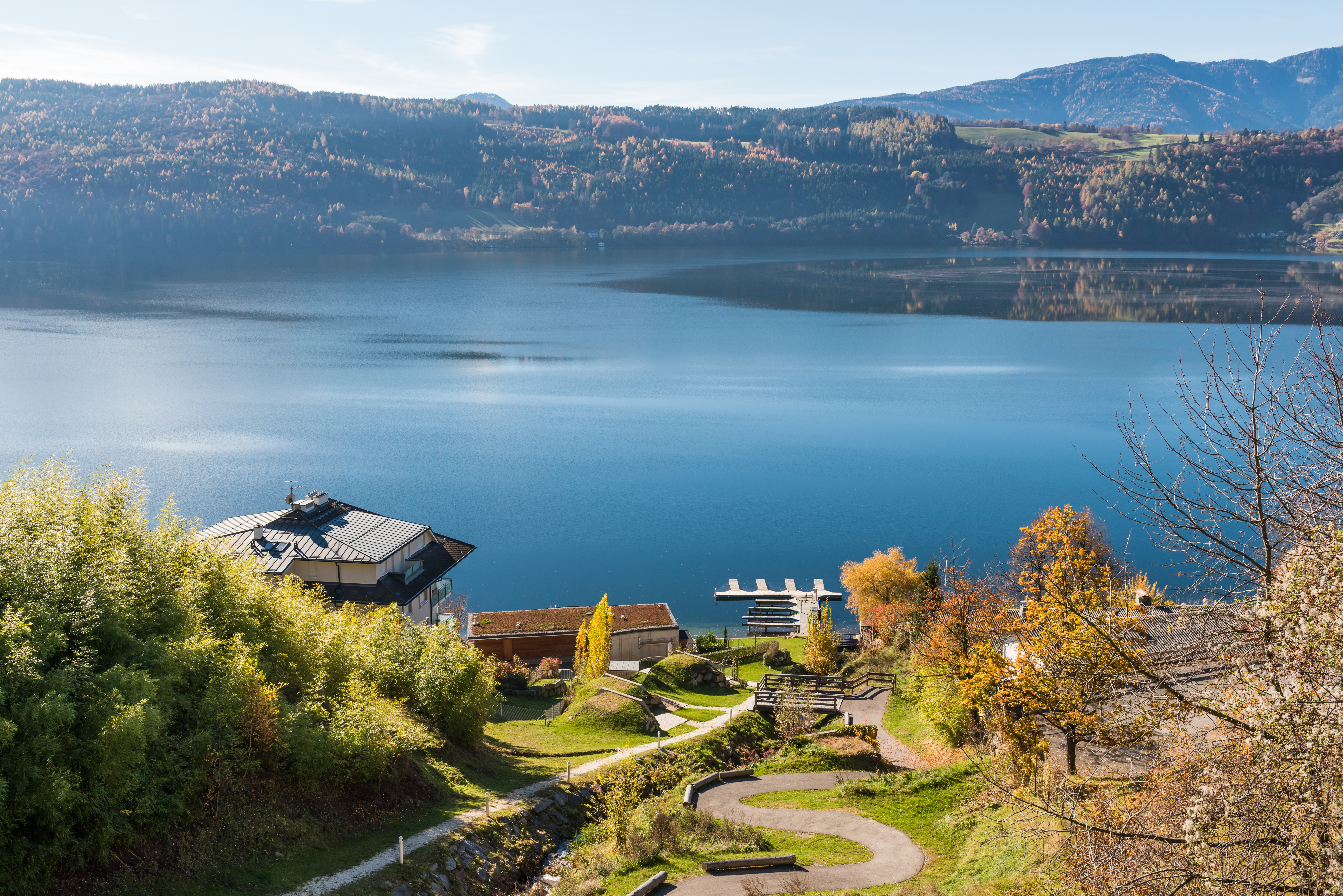
Breiteste Stelle des Sees bei Dellach, gegenüber der Laggerhof

Einer häufig verbreiteten Legende zufolge beruht der Name des Uferortes Millstatt auf jenen mille statuae (lateinisch für „tausend Statuen“), die der Karantanenherzog Domitian nach seiner Bekehrung zum christlichen Glauben in den See werfen ließ. Die Etymologie hingegen führt den Ortsnamen auf Milsstatt zurück, einer Siedlung an der Mils. Der Name dieses Baches wiederum ist vom vorslawischen Melissa abgeleitet, was Bergbach oder Hügelbach bedeutet. Bei diesem Milsbach handelt es sich vermutlich um den Riegenbach, der in Millstatt in den See mündet.

## Geologie und Geographie

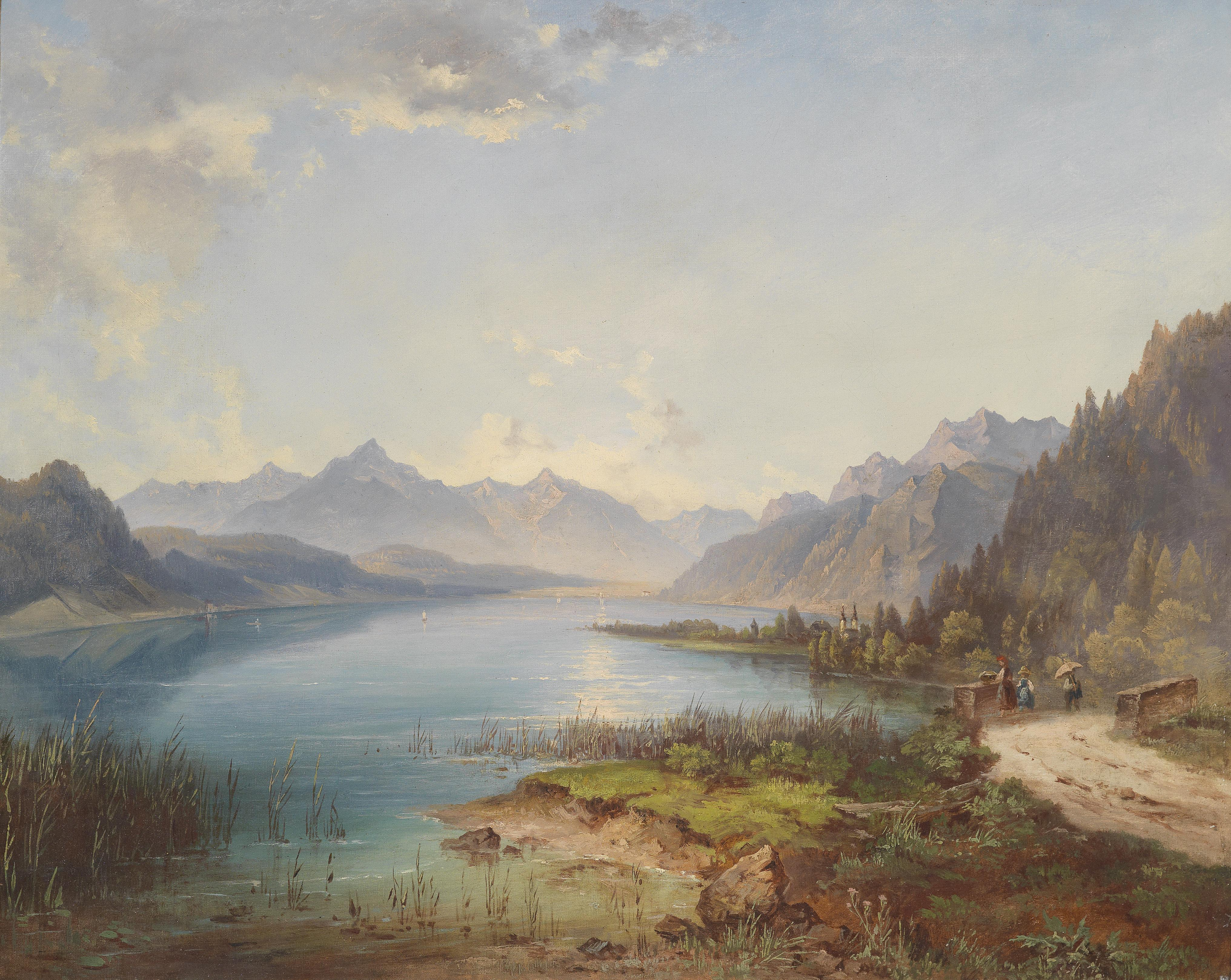
Historische Ansicht bei Pesenthein vor 1891

### Entstehung
Der Raum um Spittal an der Drau und dem Millstätter See war während der letzten Eiszeit, im Hochglazial der Würmeiszeit vor etwa 24.000 Jahren bis auf etwa 1800 Meter Seehöhe mit Eis bedeckt. Die nach Osten strömenden Eismassen des Möll- und des Drautal-Gletschers vereinigten sich im Raum Spittal mit dem Lieser-Gletscher zu einem breiten Eisstrom. Dieser teilte sich bei Lieserhofen in einen Nord- und einen Südast auf, wobei der nördliche Zweig die Millstätter Seefurche bildete und im weiteren Verlauf von Döbriach nach Radenthein und Kleinkirchheim dem Gurkgletscher zufloss. Der Gletscherschliff ist in Döbriach an beiden Bergflanken noch deutlich sichtbar.
Im Würm-Spätglazial vor etwa 20.000 Jahren schmolzen die Gletscher allmählich ab. Der Drautalgletscher sank in sich zusammen und bildete einzelne getrennte Eiskörper, sogenanntes Toteis. Ein solcher Toteiskörper blieb in der ausgeschürften Millstätter Wanne länger liegen und staute die Schmelzwässer des Liesertalgletschers sowie die mitgeführten Schottermassen auf. Letztere lagerten sich als Lieserdelta am Westrand des heutigen Sees ab. Mit dem Einsinken und Abschmelzen des Eiskörpers hat sich die Lieser allmählich in den Staukörper eingeschnitten und große Teile davon wieder abgetragen. Im Lieserdelta bildete sich aber auch eine abgeschlossene Wanne, in der sich das Wasser des heutigen Sees sammeln konnte. Der Millstätter See kann also als Überrest der letzten Eiszeit angesehen werden.
Lange Zeit war der See größer als heute und reichte vermutlich bis Lurnbichl. Die Lieser scheint über Kötzing bei Krauth ober Seeboden in den See geflossen zu sein. Der alte Flusslauf ist noch entlang der Straße nach Treffling erkennbar. Im Laufe der Zeit hat die Lieser mit ihrem Geschiebe den Abfluss über das Lurnfeld verlegt. Folglich entstand der heutige Einschnitt im Millstätter Seerücken, der Liesergraben als Abfluss.

### Geologie
Geologisch gehören sowohl die Nockberge als auch der Seerücken zum Koralpe-Wölz-Deckensystem des Ostalpins. Die tiefer gelegenen Teile der Nockberge sowie der Seerücken bilden eine Einheit, den sogenannten Millstatt-Komplex, während die höheren Anteile der nördlich des Sees gelegenen Berge dem Radenthein-Komplex zugerechnet werden. Der Millstatt-Komplex besteht aus monotonen Gneisen und Glimmerschiefern mit Quarzitlagen. Diese Gesteine entstanden durch Metamorphose von Sand- und Tonsteinen, als Ablagerungszeitraum wird das Ordovizium angenommen. Der Radenthein-Komplex wird vor allem von Granatglimmerschiefern aufgebaut, in denen verschiedene Amphibol enthaltende Gesteine auftreten.

### Lage und Einzugsgebiet

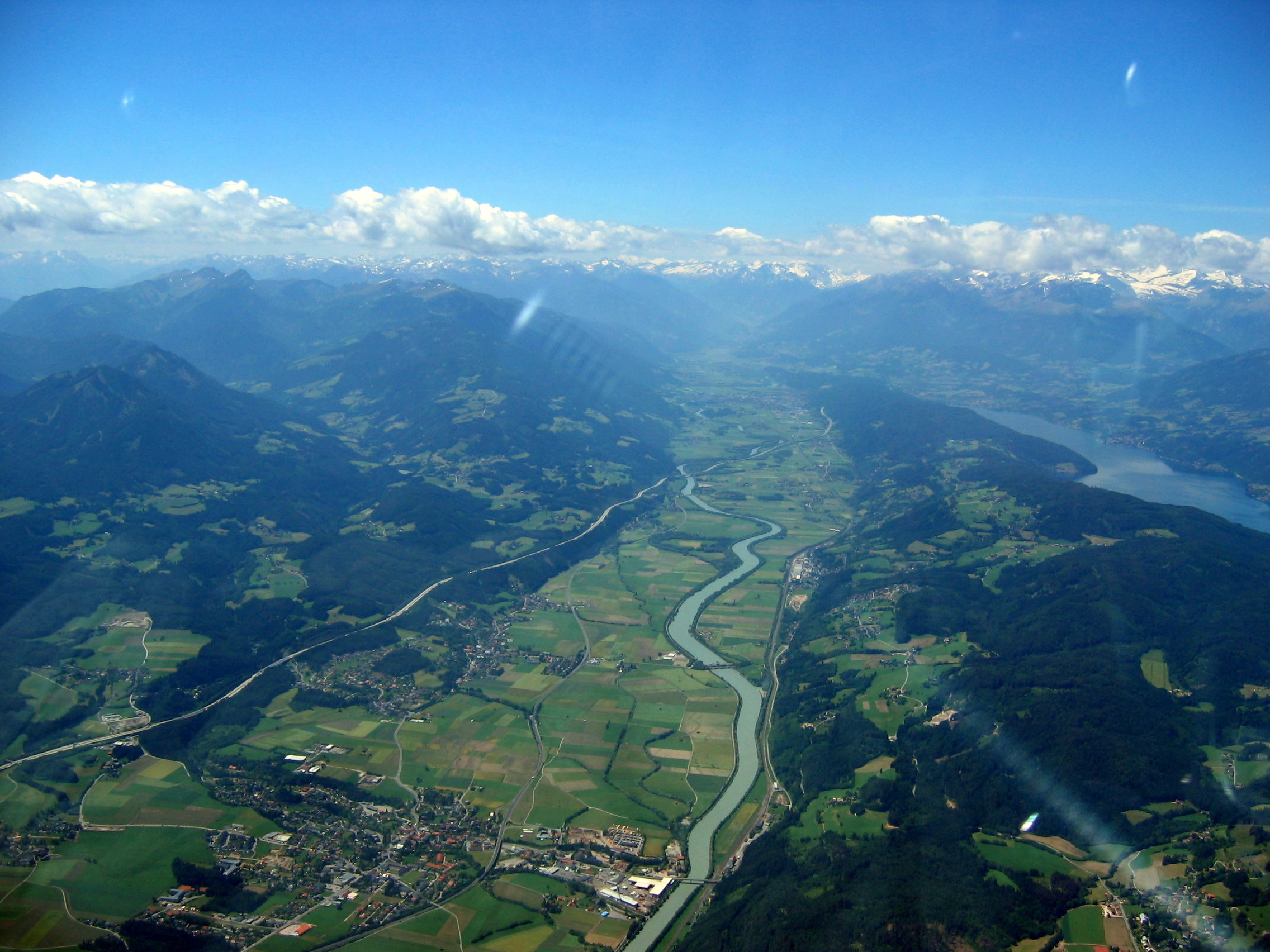
Der Seerücken trennt das untere Drautal vom Millstätter See (rechts)

Der Millstätter See wird im Norden von den etwa 2000 m hohen Gipfeln des Tschiernocks, des Kamplnocks, der Millstätter Alpe und des Lammersdorfer Berges begrenzt, die zu den Nockbergen, dem westlichen Teil der Gurktaler Alpen gehören. Südlich des Sees trennt ein langgestreckter Bergrücken, der von St. Peter im Holz im Westen bis nach Glanz im Osten reicht, das Becken des Millstätter Sees vom Drautal. Die höchste Erhebung dieses großteils dicht bewaldeten „Seerückens“ ist der Gaisriegel (988 m. ü. A.). Östlich des Sees erhebt sich der 2110 m hohe Mirnock.
Das Gebiet um den Millstätter See ist seit mindestens 4000 Jahren kontinuierlich besiedelt. Die ältesten prähistorischen Funde Oberkärntens finden sich am Millstätter Berg am Plateau über dem Nordufer bei Sappl und Lammersdorf. Ein Pollendiagramm aus dem tiefsten Bereich des Sees zwischen Dellach und dem Laggerhof zeigt ab ca. 2200 v. Chr. eine ausgeprägte Häufung von Adlerfarn und Wacholder, zwei markante Indikatoren für menschliche Weiderodung und Waldweide. Anhand der Pollenanalyse können fünf Phasen zunehmender und rückläufiger menschlicher Siedlungstätigkeit um den See identifiziert werden. Mit dem Beginn der Römerzeit häufen sich Pollen von Edelkastanie und Getreide besonders Roggen, die zur Völkerwanderungszeit wieder zurückgehen. In Dellach wurden die Überreste einer luxuriösen römischen Villa mit rotgrüner Wandbemalung, einer Hypokaustheizung sowie zweier außergewöhnlich gut erhaltener Türschwellen aus Marmor gefunden. Ab dem 9. Jahrhundert kommt es durch die einsetzenden bairischen Rodungen zu einem drastischen Rückgang der lokalen Waldvegetation.
Das schattige Südufer war bis zum Aufkommen des Fremdenverkehrs nur beim Laggerhof besiedelt. Die Ortschaften am sonnigen Nordufer vergrößerten sich erst mit der Anlage der Straße am Ufer. Die alte Römerstraße führte nicht am See entlang, wie heute die Millstätter Straße (B 98), sondern über den Millstätter Berg. Ab Ende des 19. Jahrhunderts entwickelten sich aus den ursprünglichen Bauern- und Fischerdörfern die Fremdenverkehrsgemeinden Seeboden und Millstatt mit zahlreichen Feriendörfern.
Das Einzugsgebiet des Millstätter Sees ist 284,5 km² groß, was dem 21-fachen der Seefläche entspricht. Es deckt sich im Wesentlichen mit den fünf Anrainergemeinden Seeboden, Millstatt, Radenthein, Ferndorf und Spittal an der Drau. Die beiden letztgenannten haben keine geschlossenen Ansiedlungen am Seeufer. Der Millstätter See gehört zur touristischen „Region Millstätter See - Bad Kleinkirchheim - Nockberge“.
Der Hauptzufluss des Sees ist der im Osten bei Döbriach mündende Riegerbach, der von mehreren kleinen Bächen, besonders vom Tiefenbach aus dem Kleinkirchheimer Hochtal gespeist wird. (Ein weiterer, bei Millstätt mündender Riegerbach ist deutlich kleiner.) Insgesamt münden 30 Bäche in den See, der größte Teil davon am Nordufer. Der einzige Abfluss verlässt den See am Westende und mündet bei Seebach (Gemeinde Seeboden) in die Lieser. Er führt dieser durchschnittlich etwa 5,1 m³/s zu.

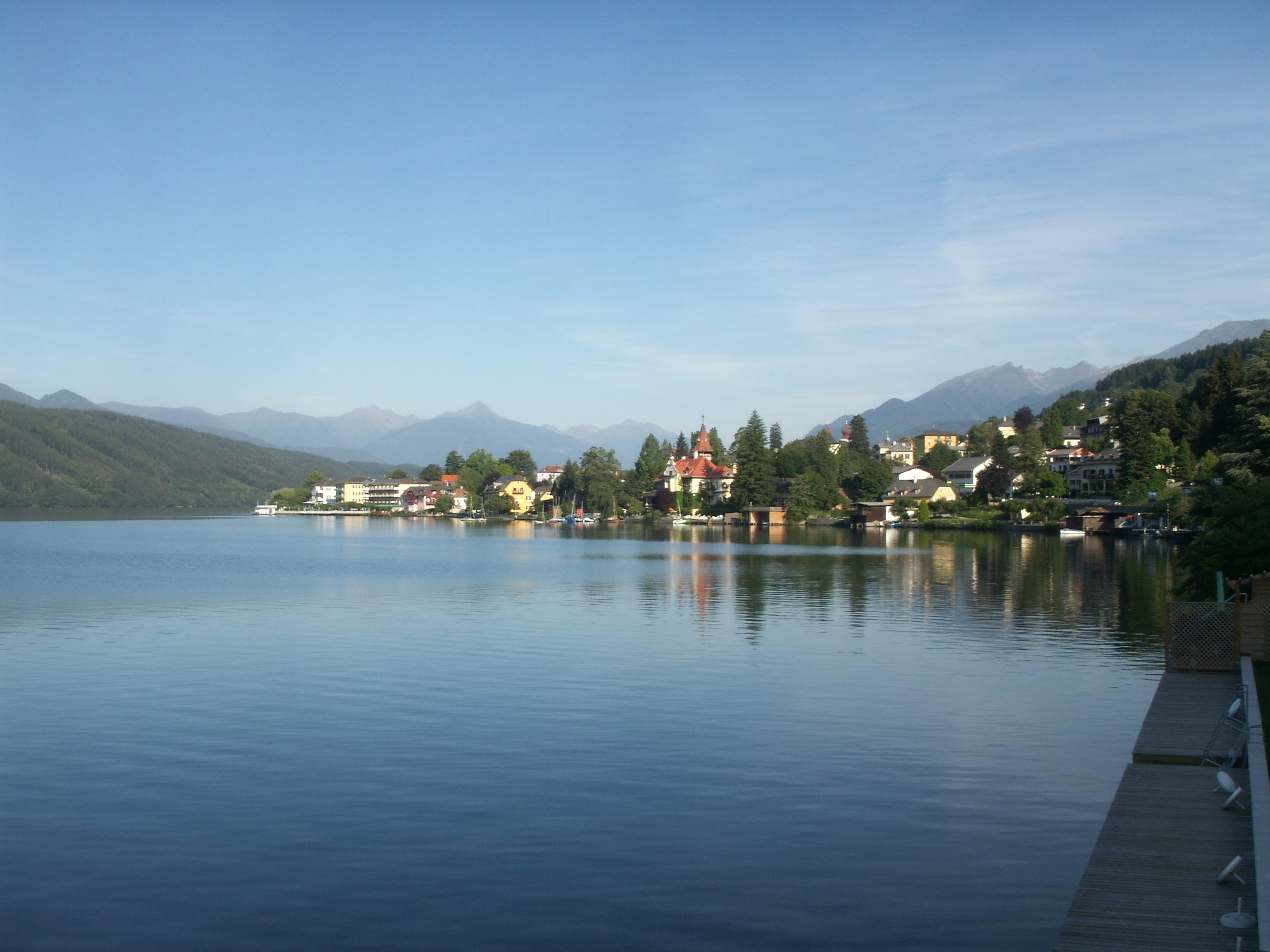
Der namensgebende Ort Millstatt – Ostseite
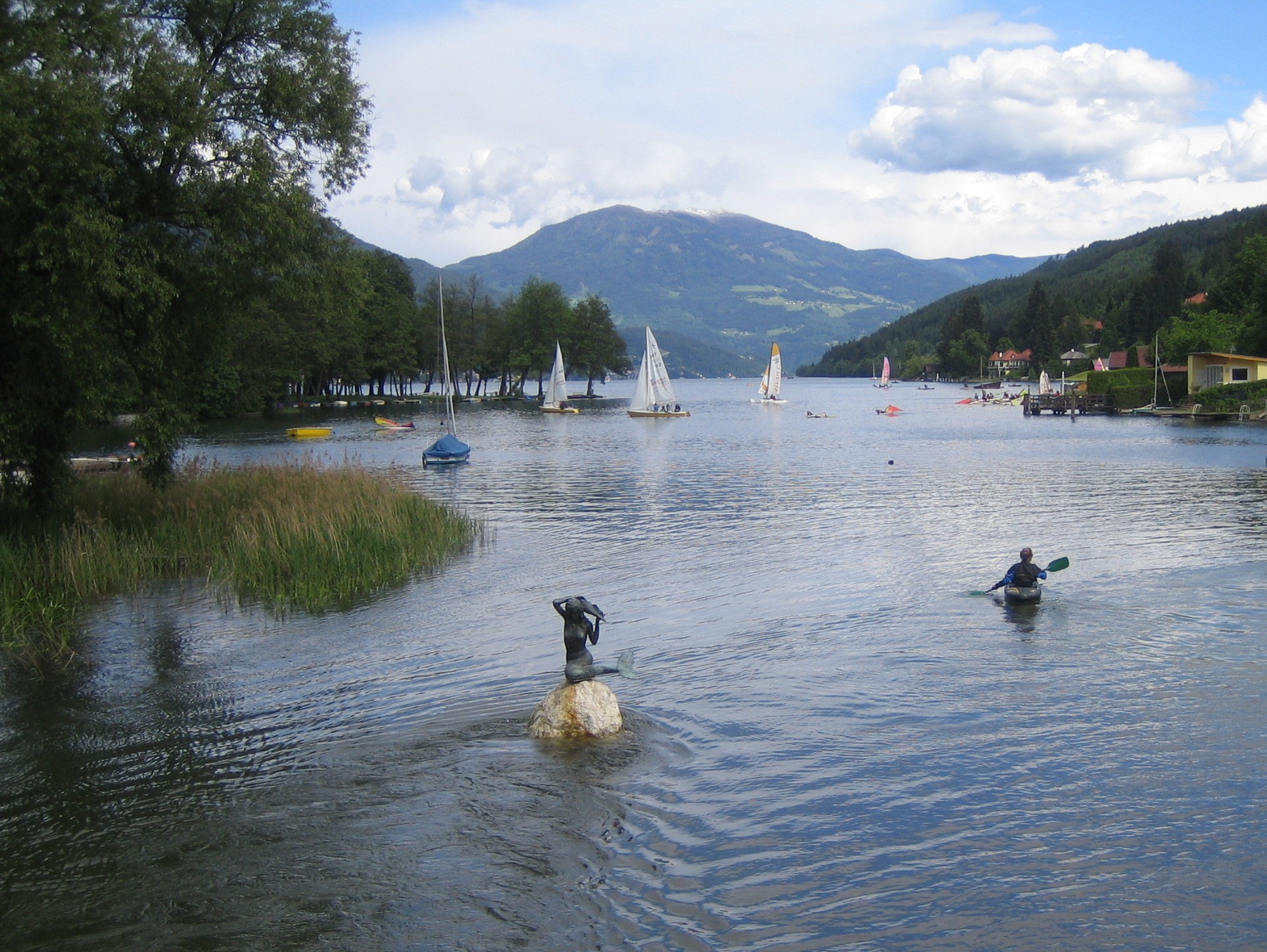
Abfluss des Millstätter Sees in Seeboden
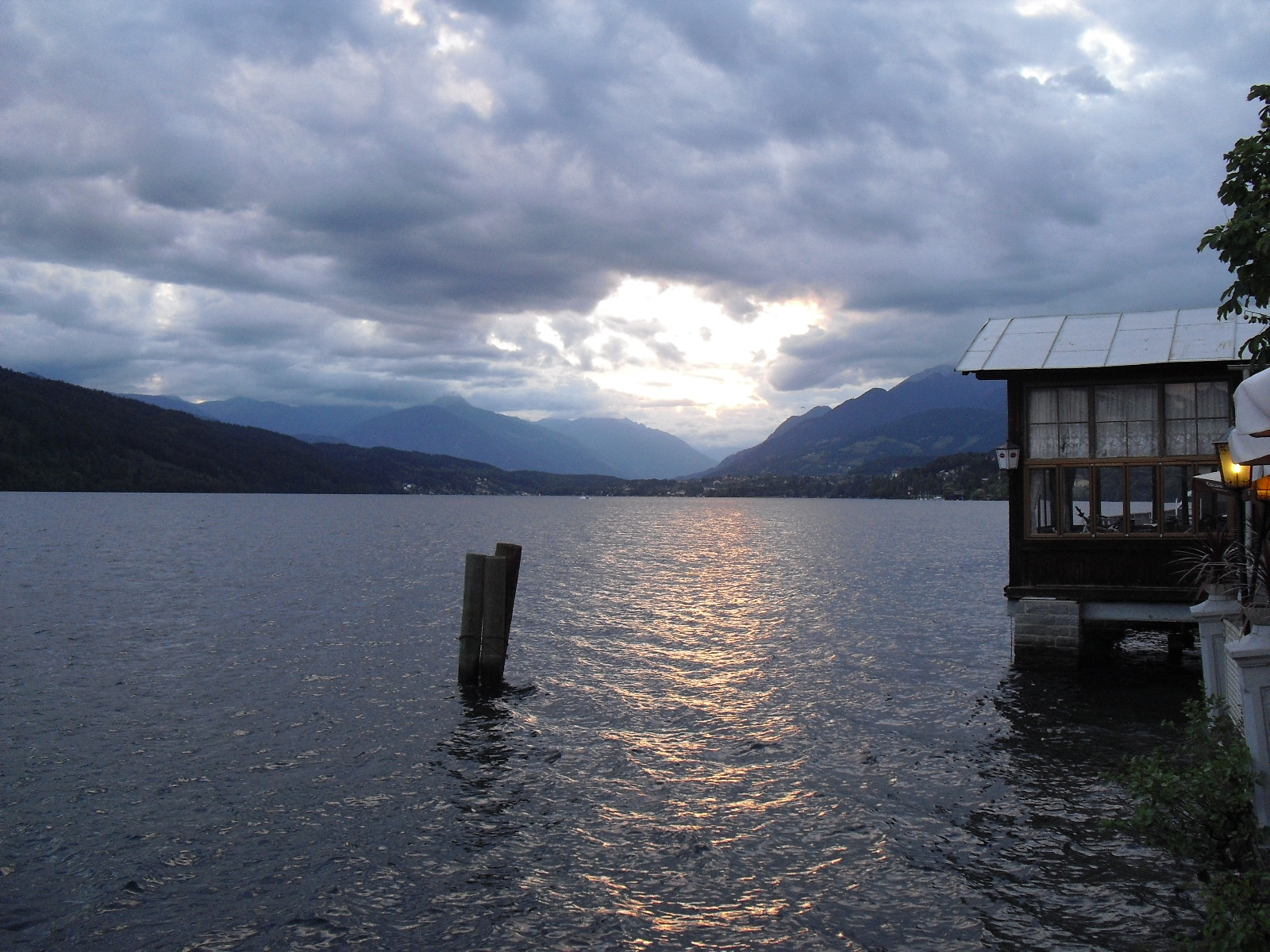
Abendstimmung von Millstatt Richtung Seeboden
Fischerboot am Südufer des Millstätter Sees im Abendlicht
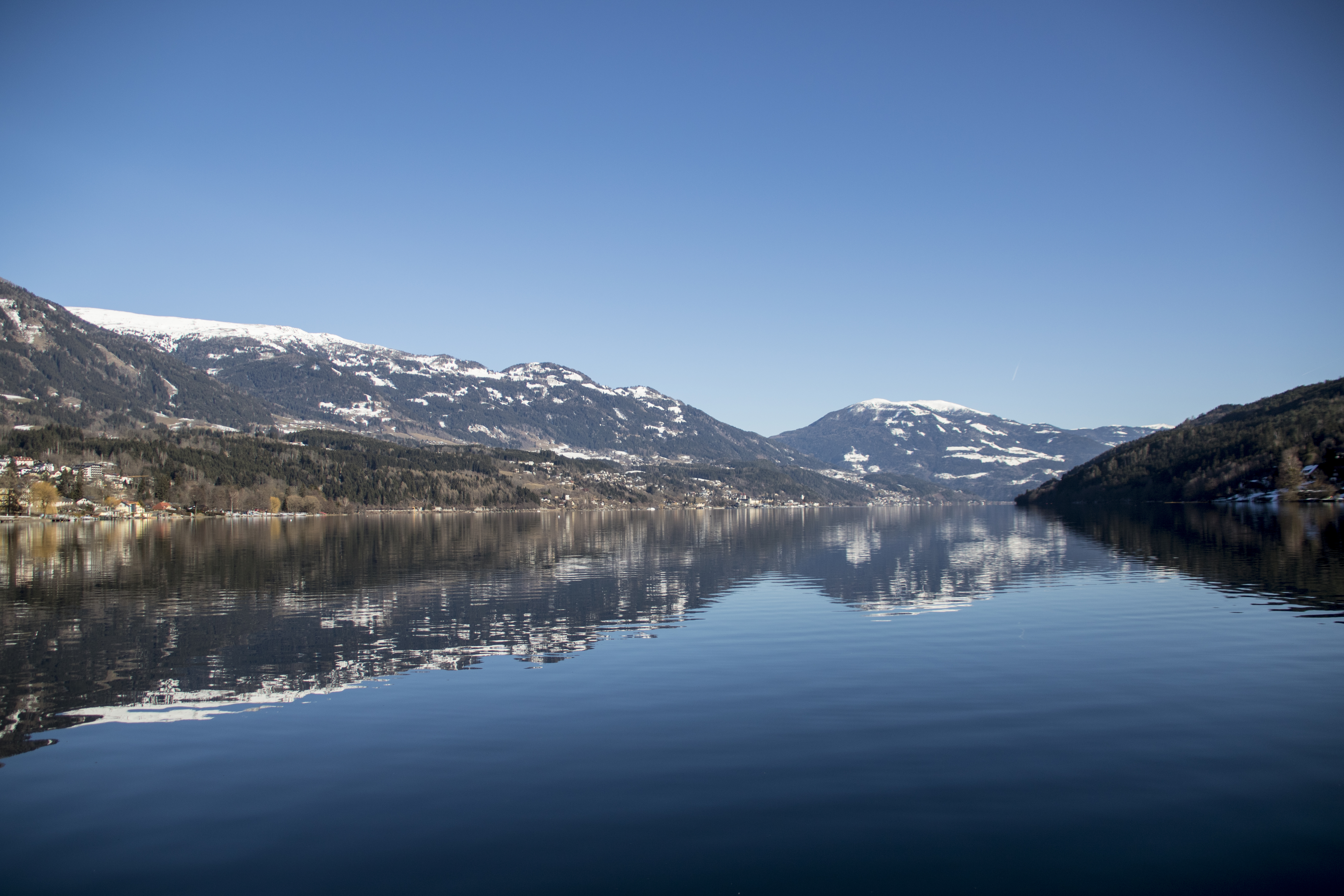
Millstätter See im Spätwinter

### Zuflüsse
Die größten Zuflüsse des Millstätter Sees sind (im Uhrzeigersinn vom Abfluss):
| Name                                | Mündungsseite | Mündungsort   | Einzugsgebiet in km² |
| ----------------------------------- | ------------- | ------------- | -------------------- |
| Trefflinger Bach (Gießbach)         | Norden        | Seeboden      | 011,8                |
| Plonerbach                          | Norden        |               | 001,2                |
| Tschallbach                         | Norden        | Lechnerschaft | 002,7                |
| Laubendorfer Bach                   | Norden        | Lechnerschaft | 002,6                |
| Tschierweger Bach                   | Norden        | Millstatt     | 003,0                |
| Millstätter Riegerbach              | Norden        | Millstatt     | 010,3                |
| Pesentheiner Bach (Pöllandbach)     | Norden        | Pesenthein    | 006,6                |
| Sapplbach (Mühlbach)                | Norden        | Dellach       | 002,1                |
| Matzelsdorfer Bach (Sonmnenhofbach) | Norden        | Dellach       | 001,9                |
| Göllgraben                          | Osten         | Starfach      | 003,0                |
| Riegerbach                          | Osten         | Döbriach      | 188,5                |
| Gschrietbach                        | Osten         | Glanz         | 006,4                |
| Tschernbach                         | Osten         | Glanz         | 002,6                |

## Klima
Klimatisch ist der See durch einen Aufwind begünstigt, der über dem See zu vermehrtem Sonnenschein, aber in der unmittelbaren Umgebung für Schlechtwetter sorgt. Der Millstätter See ist einer der wärmsten Seen Kärntens und aufgrund der großen Wassermasse und, da Zu- und Abflüsse gering sind, sehr temperaturstabil. An der Oberfläche in der Seemitte wird das Wasser bis zu 22 °C warm, am Ufer beträgt die Wassertemperatur bis zu 26 °C, bei Windstille und in Buchten steigt sie bis auf 28 °C. Die Warmwasserschicht erreicht im Sommer eine Tiefe von fünf bis acht Metern. Die Abkühlung im Herbst verläuft langsam, die Herbstzirkulation beginnt im Dezember, die Frühjahrszirkulation im März. Eine geschlossene Eisdecke tritt nur in extrem kalten Wintern auf, eine Eisbildung an den Ufern beginnt in der Regel im Jänner und endet bereits Ende Februar bis Mitte März.

## Wirtschaft

### Fischfang

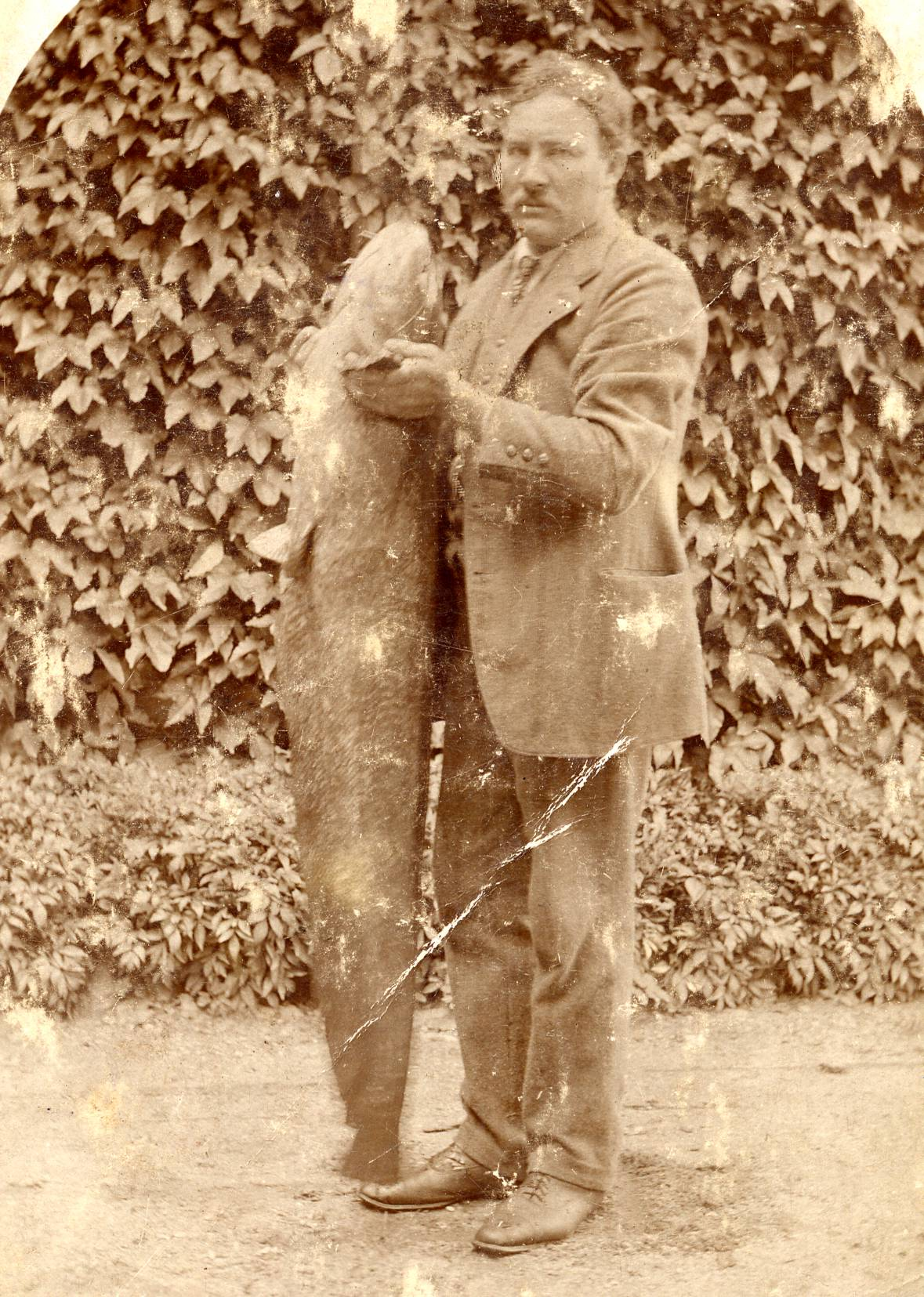
Laggerwirt Christoph Staber mit gefangenem Wels, um 1890

Der Fischreichtum des Sees war von alters her begehrt. Schon für die Benediktinermönche des Stifts Millstatt ist für das Jahr 1177 belegt, dass sie sich vom Papst die Fischwaid für den östlichen Seeteil in Döbriach zusichern ließen. Das Fischrecht im westlichen Seeteil lag lange Zeit bei der Herrschaft Sommeregg. Für 1450 ist bestätigt, dass in Seeboden und Millstatt mehrere Fischer ansässig waren, die für die damaligen Grundherren, die Grafen von Ortenburg das Seelehen verwalteten. Kaiser Friedrich III. ließ sich als Gegenleistung für die Fischereirechte des Klosters von diesem vierteljährlich 50 Seeforellen an den Hof liefern. Solange die Fischerei ein Recht der Grundherrschaft war, gab es dezidierte Regeln für den Fischfang. Schonzeiten waren festgelegt, Aufstiegshilfen bei Mühlen und Wehranlagen vorgeschrieben. Die Verwendung von Reusen und nächtliches Fischen mit einem Feuerkorb über dem Wasser und Fisch-Stecher war verboten. Ferner war dem gemeinen Manne das Fangen von Krebsen ausdrücklich untersagt. Mit der Aufhebung der Grundherrschaft im Jahr 1848 entstand vielerorts eine völlige Freiheit des Fischfangs. Erst 1885 wurde ein Reichsfischereigesetz erlassen. In der Zwischenzeit gab es einen unkontrollierten Raubbau am Fischbestand. Kärnten erhielt erst 1931 ein verbindliches Fischereigesetz. Aus der Zeit der Raubfischerei sind einige Fisch-Stecher erhalten geblieben, die im Fischereimuseum Seeboden zu besichtigen sind.
Bis in die jüngere Vergangenheit war die Erwerbsfischerei ein wesentlicher Wirtschaftszweig am Millstätter See. Besonders einfach und einträglich war der Fischfang am Seeausfluss. Hier konnten zur Laichzeit die großen Lachsforellen mit transportablen Fischzäunen aus Ruten oder mit einer fixen Vorrichtung gefangen werden. Die letzten Reste des Lachsrechens im Seeausfluss, der im Jahr 1638 erstmals urkundlich erwähnt wurde und der durch seine aufstauende Wirkung immer wieder zu heftigem Streit wegen der Überflutung der Felder in Döbriach auf der anderen Seite des Sees führte, war noch bis in die 1970er Jahre zu sehen. Mit dem Bau von Flussregulierungen und Kraftwerken endete der Aufstieg der Lachsforellen. Bis auf wenige Fische, die von der örtlichen Gastronomie als Spezialität angeboten werden, wird gegenwärtig großteils nur noch als Freizeitvergnügen gefischt.

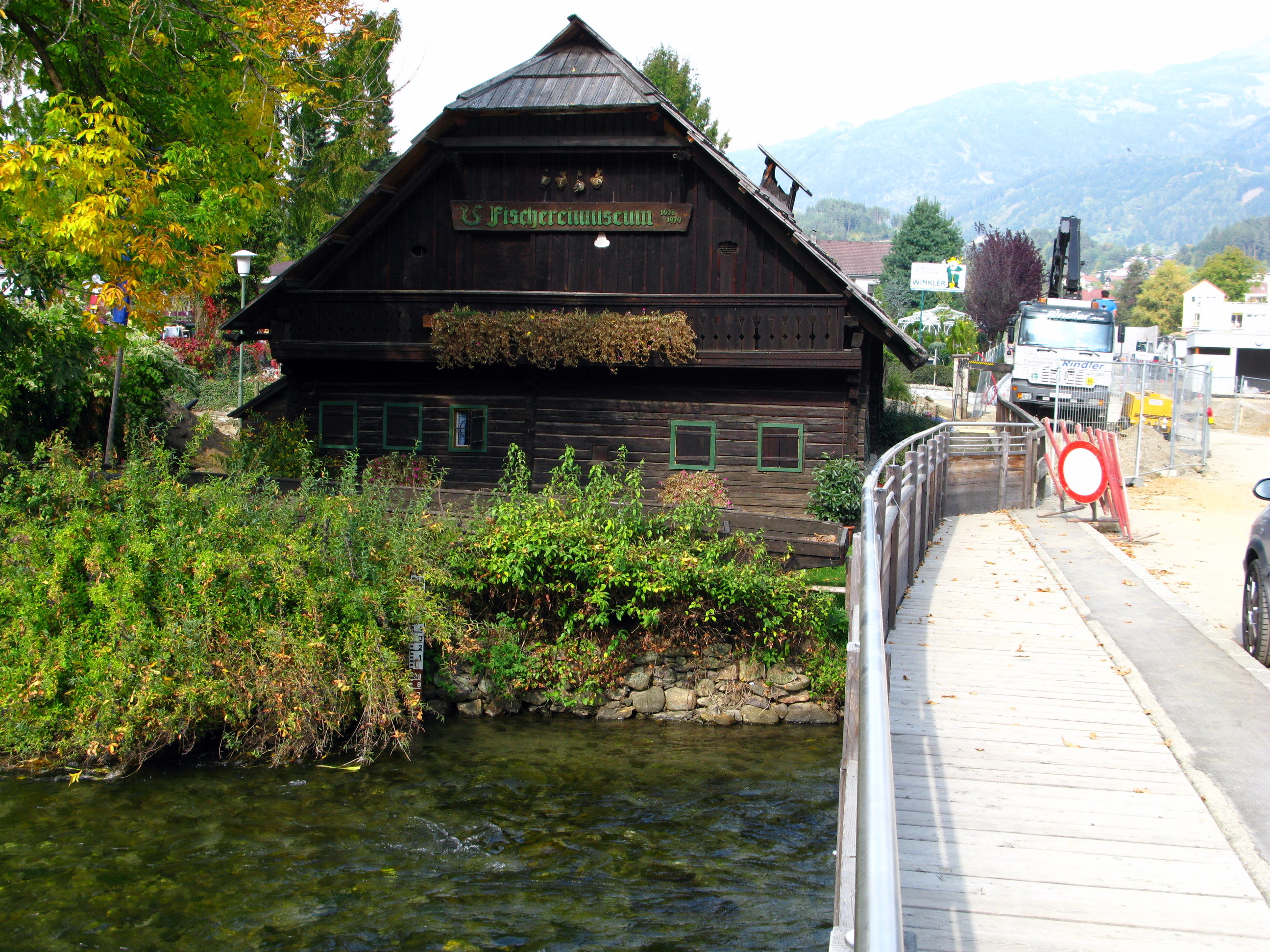
Fischereimuseum beim Seeausfluss in Seeboden

Im Fischerhaus Brugger in der Seebodener Bucht unmittelbar beim Seeausfluss wurde im Jahr 1980 das erste Kärntner Fischerei-Museum eröffnet. Das Haus, in dem der Seefischer der Grafschaft Ortenburg lebte und arbeitete, kam durch eine Schenkung der Baronin Klinger-Klingerstorff an das Bezirksheimatmuseum Spittal, das dort eine Außenstelle betreibt. Das im Jahr 1638 erbaute Haus ist ein typisches Kärntner Rauchstubenhaus, dessen Hauptwohn- und -arbeitsraum die Rauchstube mit einem offenen Herd war, wobei der Schlot im Vorhaus gleichzeitig als Lachsselche verwendet wurde. Neben der Rauchkuchl sind Objekte der lokalen Fischerei wie Fischerboote, Fanggeräte, Fischpräparate, verschiedene Fotos und Schautafeln wie Skizzen vom Lachsen-Fürschlag mit Kalter, wie es ihn seit dem Jahr 1805 in Seebach gab, zu sehen. Ein Aquarium (7000 Liter) mit lebenden Fischen zeigt den Artenreichtum im See, in dem folgende Fischarten vorkommen: Regenbogenforellen, Reinanken, Saiblinge, Lauben (Ukelei), Rotaugen, Aitel (Döbel), Barben, Schleien, Karpfen, Welse, Hechte, Zander, Barsche und Aale. Historische Wassersportgeräte dokumentieren die Anfänge des Tourismus.

### Tourismus

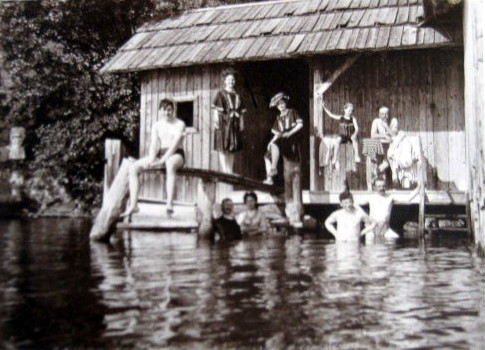
Badegäste in Dellach 1909

Die Geschichte des Tourismus am Millstätter See, eines heute bedeutenden Wirtschaftszweiges der angrenzenden Gemeinden, beginnt in der zweiten Hälfte des 19. Jahrhunderts. Die vermutlich erste Beschreibung in der Reiseliteratur findet sich beim Wiener Alpinisten und Hofkammerbeamten Josef Kyselak (1798–1831), der bei seiner Österreichwanderung im Jahr 1825 auch am damals noch als Mühlstädtersee bezeichneten See vorbeikam. Er schildert: „Schön umwaldet sind seine jenseitigen Begrenzungen; ohne Dorf, ohne Haus, sondert nur hie und da ein schmaler Wiesenstreif das hochstämmige Grün der Berge, welche sich weit hinein in den Seespiegel schattieren, ohne daß ein schaukelnder Kahn die Flächen zu wirbeln oft pflegt. Ich erfuhr, daß dieser See schon bei mäßigem Winde wütender tobe, als andere bei heftigem Sturme, daher nur selten und bisweilen gar nicht befahren werde.“ Zur Gegend um Seeboden heißt es: „Eine Stunde schlenderte ich noch an dem fischreichen See durch die elenden Dörfer Görtschach, und Lerchendorf fort, bis er bei Wirlsdorf endete. Sumpfige Wiesen, die hölzernen Hütten der Schmutz liebenden Einwohner kaum ertragend, sind der beständige Anblick des abwechselnden auf Gangstiegen versinkenden Wanderers.“
Mit der Erschließung Kärntens durch Eisenbahnlinien wurden die Seen des Landes zum Ziel von Sommerfrische-Urlaubern. Der erste Erholungssuchende kam aus Wien und soll im Jahr 1869 im Millstätter Gasthof Trebsche Quartier genommen haben. In der Pfarrchronik von Millstatt wurde im Jahr 1872 vermerkt: „In diesem Sommer war Millstatt zahlreich von fremden Gästen besonders aus Wien, theils auf mehrere Wochen, theils einzelne Tage, besucht“. Karl Emil Franzos schilderte 1883 in einem Bericht in der „Freien Presse“ den Millstätter See zwar als „nicht imponierend“, aber als angenehmer als „die laute, grelle Schönheit anderer Seen“ und war von der „primitiven Einfachheit und Abgelegenheit des Ortes [Millstatt]“ angetan.
Die von Franzos gepriesene Einfachheit wich mit dem zunehmenden Besucherstrom in den darauffolgenden Jahrzehnten einer touristischen Infrastruktur. Am Nordufer des Sees waren von Anton Trebsche und Peter Marchetti bereits in den Jahren 1870 bzw. 1875 Seebäder eröffnet worden, letztere hatte nach mehreren Ausbauten bald 200 Badekabinen. Gasthöfe wurden eröffnet, einige begüterte Gäste ließen sich Villen am Seeufer errichten. Im Jahr 1881 wurde mit dem „Seebad Millstatt Förderungs-Verein“ ein Tourismusverein gegründet, der unter der Leitung von Franz Burgstaller Spazierwege, einen Tennisplatz und einen Park anlegen ließ sowie Veranstaltungen organisierte. Für die Anreise vom Bahnhof Spittal an der Drau, der später statt „an der Drau“ den alternativen Zusatz „-Millstättersee“ erhielt, wurde 1883 von der Südbahn-Gesellschaft eine regelmäßige Pferdeomnibus-Verbindung eingerichtet. Millstatt warb zwar noch im Jahr 1897 mit seiner „intimen“ Atmosphäre, war aber inzwischen zur drittwichtigsten Sommerfrische (Kurort) Kärntens nach den Wörtherseegemeinden Pörtschach und Velden aufgestiegen. Zählte man im Jahr 1875 noch 70 ständige Kurgäste, waren es im Jahr 1903 bereits 1829 Urlauber, die Mehrzahl von ihnen Ungarn und Wiener. In Seeboden zeigten sich ab dem Jahr 1890, in Döbriach und Dellach um die Jahrhundertwende erste Ansätze des Sommerfremdenverkehrs.

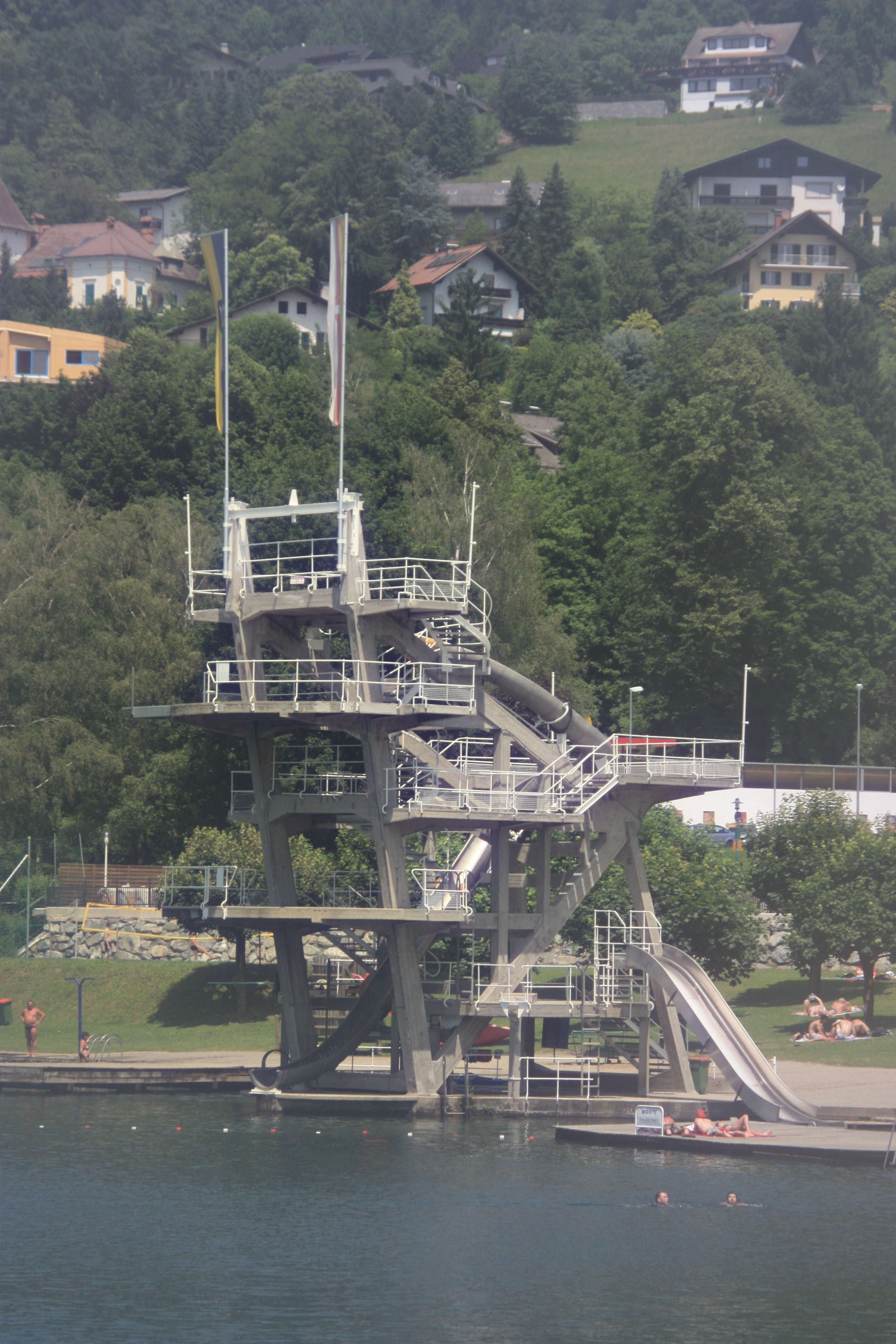
Sprungturm im Millstätter Strandbad

Der Erste Weltkrieg brachte den Fremdenverkehr in Kärnten nahezu gänzlich zum Erliegen. Erst Anfang der 1920er Jahre kamen wieder Gäste an den Millstätter See und es wurde wieder in den Ausbau der Infrastruktur investiert. Der im Jahr 1931 errichtete und heute noch bestehende Sprungturm in Millstätter Strandbad geriet zur großen Attraktion. Der Millstätter See entwickelte sich zu dieser Zeit zu einem wichtigen Schauplatz für sportliche Wettkämpfe. Jedoch hemmte die Weltwirtschaftskrise die Entwicklung des Tourismus als Wirtschaftszweig. Dies wurde im Jahr 1933 durch die Tausend-Mark-Sperre des Deutschen Reichs und dem dadurch verursachten fast vollständigen Ausbleiben deutscher Gäste, die bis dahin rund die Hälfte der ausländischen Besucher gestellt hatten, noch verschärft wurde: Im Fremdenverkehrsjahr 1933/34 wurde ein Tiefstand bei Nächtigungen durch Ausländer erreicht, in Kärnten betrug der Anteil nur noch 15,8 %. Durch den „Anschluss“ Österreichs im Jahr 1938 entspannte sich die wirtschaftliche Lage durch wachsende Besucherzahlen aus dem „Altreich“ wieder. Gleichzeitig blieben aber die von den Nazis verfolgten Juden und Gäste aus dem Ausland fern. Öffentliche Bäder und Kuranstalten durften nur noch von „Ariern“ besucht werden, etliche Villen, Gast- und Kurbetriebe wurden „arisiert“. Zudem nahmen ausländische Gäste aufgrund der neuen politischen Situation Abstand von einem Urlaub in Kärnten, im Sommer 1939 betrug ihr Anteil nur noch 2,5 % der Nächtigungen. Dennoch war das Sommerhalbjahr 1939 bezüglich der Gäste- und Nächtigungszahlen das erfolgreichste in der Kärntner Fremdenverkehrsgeschichte. Der Zweite Weltkrieg brachte aber den Fremdenverkehr zunächst nicht zum Erliegen. Zwar brachen die Besucherzahlen 1940 gegenüber dem Vorjahr um 40 % ein, im folgenden Jahr stiegen sie aber wieder leicht an. Ab dem Jahr 1942 wurden die Fremdenverkehrseinrichtungen jedoch zunehmend für Ausgebombte und Flüchtlinge aus gefährdeten Städten in Anspruch genommen, einen Tourismus im eigentlichen Sinne gab es in den letzten Kriegsjahren nicht mehr.
Die Jahre des „Wirtschaftswunders“ verschafften dem Millstätter See enorme Zuwachsraten, insbesondere durch westdeutsche Reiseveranstalter. Auch Camper entdeckten ab den 1960er Jahren den See als Urlaubsziel. Die negativen Auswirkungen des Massentourismus auf Umwelt und Kultur spielten in den 1950er und 1960er Jahren, die von der Ausweitung touristischer Kapazitäten und Infrastruktur geprägt waren, kaum eine Rolle. Die Abwässer, die auf direktem oder indirektem Weg in den See gelangten, führten zu einer Eutrophierung des Seewassers, also zu einer Verunkrautung und zu Algenwachstum. Für das Jahr 1955 wurde eine langsame, ab dem Jahr 1965 eine erkennbare und in den darauffolgenden Jahren eine starke Zunahme von Schwebealgen festgestellt. Die durchschnittliche Sichttiefe nahm in dieser Zeit bis zum Höhepunkt der Eutrophierung im Jahr 1972 von durchschnittlich 6 auf 2 Meter ab. Das Auftreten der Burgunderblutalge führte an der Oberfläche des Sees zu einer spektakulären „Wasserblüte“. Im Sommer 1972 kam der Badebetrieb nahezu zum Erliegen. Der Ausbau der Kanalisation am Millstätter See zwischen den Jahren 1964 und 1980 führte nur allmählich zu einer Oligotrophierung. Erst ab 1995 war die Menge der Schwebealgen rückläufig, seit 2004 ist die Algenbiomasse wieder auf einem niedrigen Stand.
Die Nächtigungszahlen in den Gemeinden am Millstätter See hatten um das Jahr 1980 ihren Höhepunkt erreicht, aber sie waren bis Ende der 1990er Jahre rückläufig und sind seither stabil. Etwa 85 % entfallen auf den Sommertourismus.

### Schifffahrt

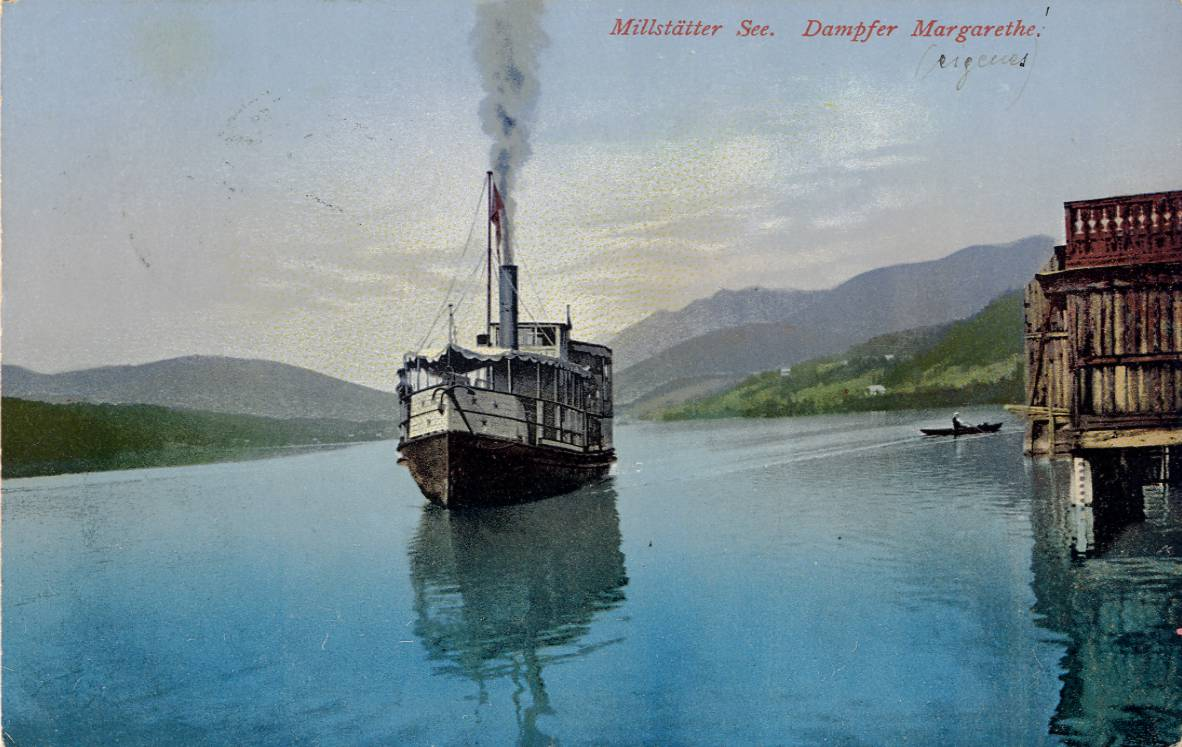
Dampfer Margarethe um 1910

Floße boten vor dem Ausbau der Straßen die einzige Möglichkeit, schwere Lasten wie Holz oder Kohle über den See zu bringen. Bis zum Beginn des 20. Jahrhunderts wurden auch mit einfachen breiten Flachbooten, den Plätten, Güter transportiert. Die letzte erhaltene, die schon mit einem Dieselmotor betrieben wurde, steht vor dem Fischerhaus.
Den ersten Hinweis auf die Schifffahrt als Freizeitvergnügen auf dem Millstätter See gibt es aus dem Jahr 1870. Mit dem aufkommenden Fremdenverkehr kamen aufwendiger gebaute Kielboote als Ruder- und Segelboote in Gebrauch. Ab dem Jahr 1890 verkehrte ein erstes kleines privates Dampfschiff auf dem See, ab 1892 gab es auch einen Petroleumdampfer. Im Jahr 1901 wurde die „Millstätter Dampfschiffahrtsgesellschaft“ gegründet, die ab dem 6. Juni desselben Jahres den Schraubendampfer „Margarete“ vom Stapel laufen ließ. Dieses Schiff konnte 150 Personen befördern und war bis zum Jahr 1917 im Einsatz. Heute werden die acht Anlegestellen rund um den See von Mai bis Oktober mehrmals täglich angefahren. Drei Schiffe (Kärnten, Seeboden und Millstatt) werden durch die Millstätter-See-Schifffahrt GmbH betrieben, zwei weitere (Porcia und Peter Pan) durch die Schuster Linie.
Gegenwärtig wird die Vergabe von Zulassungen für private Motorboote sehr restriktiv gehandhabt. In den 1960er Jahren war die Bekämpfung des Motorbootlärms ein dringliches Anliegen. Die Gendarmerie hatte fünfzig ausländische Motorboote zum Verkehr zugelassen. Um den Fremdenverkehr nicht durch Verbote zu beeinträchtigen, wurden noch weitere zwanzig Motorboote genehmigt.

## Ökologie
Nach mehreren Algenblüten (im Sommer 1967 gab es eine Blaualgenblüte (Anabaena flos-aquae), in den Sommern der Jahre 1969 bzw. 1972 eine Blüte der Burgunderblutalge (Oscillatoria rubescens)) wurde in einer gemeinsamen Aktion der Anliegergemeinden rund um den See der Bau einer Abwasserringleitung beschlossen, so dass keine Fäkalien mehr in das Wasser gelangen konnten. Diese Ringkanalisation wurde in den Anliegergemeinden in den Jahren von 1969 bis 1973 fertiggestellt und in den Folgejahren auf die weiter umliegenden Gemeinden ausgedehnt. Die frühere Versauerung des Sees durch Abwassereinleitung des Magnesitwerks Radenthein stellt heute durch veränderte Produktionsverfahren kein Problem mehr da. Der pH-Wert liegt wieder im Normalbereich. Durch diese Maßnahmen besitzt der See heute offiziell Trinkwasserqualität.
Im Millstätter See findet sich das einzige bekannte Vorkommen des Biegsamen Nixenkrauts (Najas flexilis) Österreichs, eine Wasserpflanzenart, die sehr empfindlich auf Wasserverschmutzungen und Änderungen des pH-Werts reagiert.

## Kult und Sagen

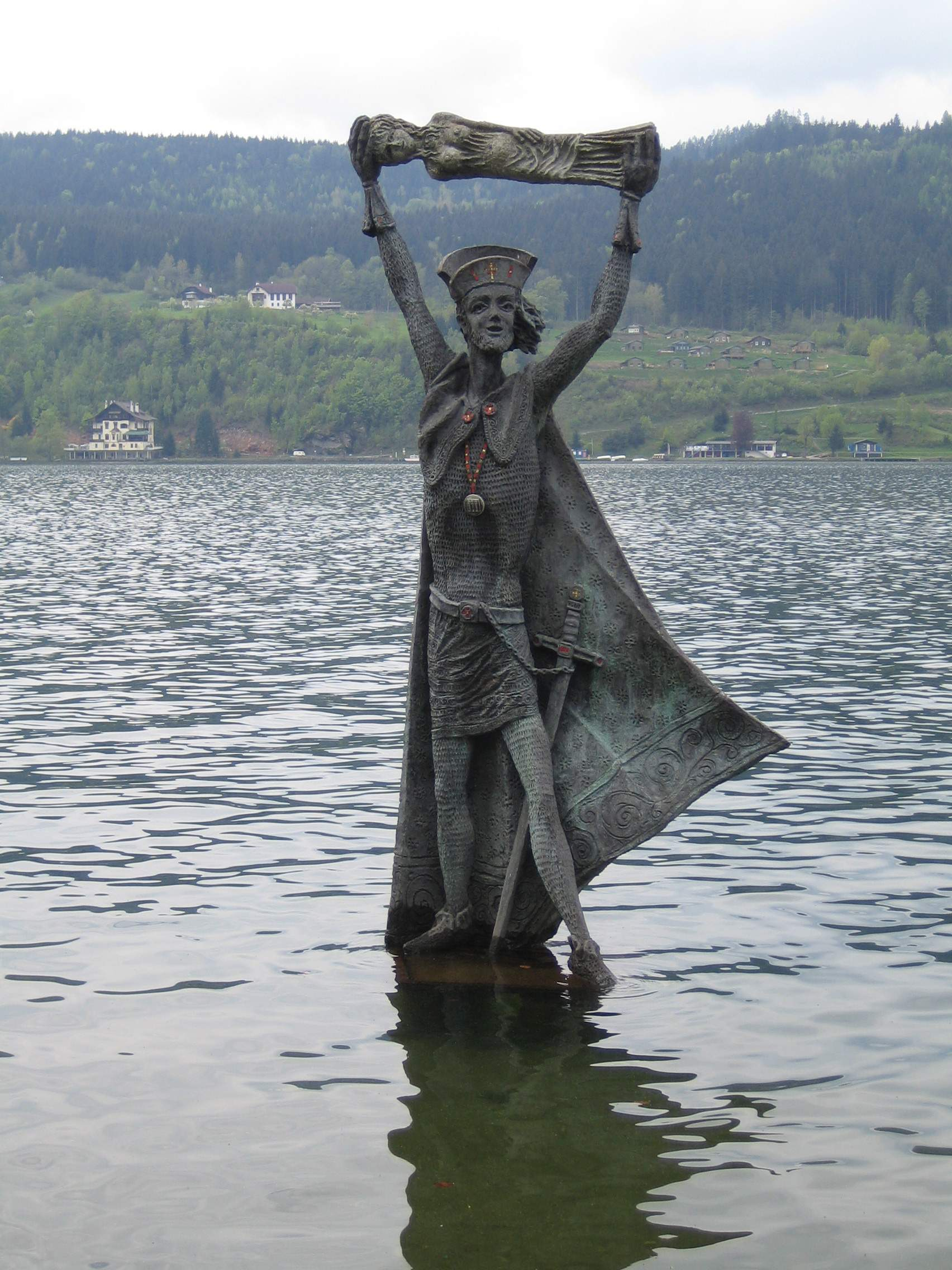
Domitian von Kärnten: Skulptur am Schillerstrand in Millstatt

Die Legende erzählt, dass der zum Christentum bekehrte Karantanenherzog Domitian tausend heidnische Götzenstatuen in den See werfen ließ, weshalb der Name Millstatt auf das lateinische mille statuae zurückzuführen sei. Der See soll nach dieser Sage zur Zeit des Domitian im 8. Jahrhundert vom Kalvarienberg bis zum Hochgosch gereicht haben. Domitian habe den See zur Lieser ableiten lassen, um seinen im Millstätter See ertrunkenen Sohn zu finden. Auch nach einer Radentheiner Überlieferung (aufgezeichnet 1876) sei der See früher viel größer gewesen und über den Glanz ins Drautal abgeflossen. Oberhalb der Kirche von Döbriach waren an den Felsen noch die Eisenringe für das Anbinden der Schiffe zu sehen.
Die dem als Heiligen verehrten Domitian zugeschriebenen Wunderkräfte wie Schutz gegen Unwetter, Heilkraft bei Fieber oder Bändigung der Gewalten des Millstätter Sees lassen die Fortsetzung altheidnischer, vermutlich slawischer Wassergottheiten im Domitiankult vermuten. Darauf deutet auch ein im Stiftsmuseum Millstatt stehender vorchristlicher Weihealtar hin, auf dem eine Nymphe mit Wassergefäß und einem Fisch vage erkennbar sind.